# Itterbruch
Itterbruch ist eine Ortslage in der bergischen Großstadt Solingen.

## Geographie
Die Ortslage Itterbruch befindet sich am unteren Ende der Eipaßstraße im östlichen Teil des Stadtteils Wald an der Grenze zu Gräfrath. Sie befindet sich nördlich von Eschbach auf rund 170 Metern über NHN und an den zur Itter abfallenden Talhängen. Bei Eschbach im Süden liegen die Bausmühle und der Bauskotten, südlich am Ufer des Nümmener Bachs liegt die Hofschaft Ehrener Mühle. Nördlich liegen Fürkeltrath, Buxhaus und Eipaß. Im Westen liegt die Hofschaft Holz.

## Etymologie
Der Ortsname Itterbruch leitet sich wohl von der nahen Itter ab. Der Namensbestandteil -bruch deutet auf ein sumpfiges Gelände hin.

## Geschichte
Itterbruch war bereits im Jahre 1492 vorhanden, der Ort wird in diesem Jahr in einem Dokument als ytterbroich erstmals urkundlich erwähnt. Im Jahre 1715 in der Karte Topographia Ducatus Montani, Blatt Amt Solingen, von Erich Philipp Ploennies ist der Ort mit einer Hofstelle verzeichnet und als Itterbruch benannt. Der Hof gehörte zur Honschaft Itter innerhalb des Amtes Solingen. Die Topographische Aufnahme der Rheinlande von 1824 verzeichnet den Ort als Itterbruch. Die Preußische Uraufnahme von 1843 verzeichnet den Ort unbeschriftet, in der Topographischen Karte des Regierungsbezirks Düsseldorf von 1871 ist der Ort ebenfalls ohne Namen verzeichnet.
Nach Gründung der Mairien und späteren Bürgermeistereien Anfang des 19. Jahrhunderts gehörte der Ort zur Bürgermeisterei Wald. 1815/16 lebten 39, im Jahr 1830 46 Menschen im als Weiler bezeichneten Itterbruch.  1832 war der Ort Teil der Ersten Dorfhonschaft innerhalb der Bürgermeisterei Wald, dort lag er in der Flur II. (Holz). Der nach der Statistik und Topographie des Regierungsbezirks Düsseldorf als Hofstadt kategorisierte Ort besaß zu dieser Zeit 13 Wohnhäuser und sechs landwirtschaftliche Gebäude. Zu dieser Zeit lebten 44 Einwohner im Ort, davon acht katholischen und 36 evangelischen Bekenntnisses. Die Gemeinde- und Gutbezirksstatistik der Rheinprovinz führt den Ort 1871 mit neun Wohnhäusern und 67 Einwohnern auf. Im Gemeindelexikon für die Provinz Rheinland von 1888 werden für Itterbruch zwölf Wohnhäuser mit 85 Einwohnern angegeben. 1895 besitzt der Ortsteil 13 Wohnhäuser mit 96 Einwohnern, 1905 werden zehn Wohnhäuser und 88 Einwohner angegeben.
Mit der Städtevereinigung zu Groß-Solingen im Jahre 1929 wurde Itterbruch ein Ortsteil Solingens. Die zu der Ortslage gehörenden Gebäude sind heute sämtlich zur Eipaßstraße nummeriert, die Straßenbezeichnung Itterbruch ist im Stadtplan nicht mehr zu finden, hingegen wird dort aber der benachbarte Kratzkotten benannt.